# Shinai
Shinai, jap.,  mač za vježbanje. Izrađen je od većeg broja tankih bambusovih letvica koje su na više mjesta međusobno povezane kožnim trakama, rjeđe konopcem od sintetičkog ili pamučnog materijala, a na oba kraja kožnim kapicama. Udarci zadani shinai-em ne mogu nanijeti ozbiljnije ozljede, jer je sila udarca znatno ublažena međusobnim djelovanjem bambusovih letvica od kojih se sastoji. Stoga se i koristi se za vježbanje mačevanja kad je potreban kontakt između dva borca, kako bi se izbjegle moguće ozljede, a pravilno zadan udarac jasno se čuje kao prasak.

## Povijest
Nije točno poznato kada se shinai prvi puta pojavio kao sredstvo za obuku mačevanja, no sigurno je da se shinai kakvog ga poznajemo u današnjem obliku pojavio tijekom Edo razdoblja (1603. – 1868.), točnije početkom 18. stoljeća, te doživio mnoge kritike konzervativnih učitelja mačevanja, koji su se zalagali za tradicionalni, grubi oblik obuke, gdje se koristila prava ili drvena sablja, bokken i nije se koristila zaštitna oprema.

## Građa i sastavni dijelovi
Shinai, jer se koristi kao zamjena za pravu sablju, sastoji se i od osnovnih dijelova koji se nazivaju slično kao i dijelovi tradicionalne japanske sablje (katana), a satoji se osnovno od drške sa štitnikom za šaku i "sječiva".
Rukohvat:
- tsuka (tsuka-gawa) - drška
- tsuba - štitnik za šaku u obliku diska, izrađen od jakog pamučnog materijala ili sintetike

Sječivo:
- tsuru - uzdužna nit s jedne strane koja predstavlja "sječivo"
- nakayui - kožni povez koji se nalazi na početku zadnje trećine "sječiva", a predstavlja datotsu, zonu ispravno zadanog udarca
- monouchi - zadnja trećina "oštrice", proteže se od vrha shinaia do nakayuia.
- kensen - vrh

## Primjena
Shinai se koristi kao glavno ili pomoćno sredstvo u mnogim japanskim borilačkim vještinama i sportovima, kao što su kendo, kenjutsu, aikido i ninjutsu.

## Masa i dimenzije
Shinai može biti različite mase i duljine, ovisno o uzrastu, građi, čak i sklonosti mačevaoca.
Za potrebe natjecanja Japanska kendo federacija donijela je sljedeća pravila, koja se odnose na masu i duljinu * shinai-a, ovisno o uzrastu i spolu natjecatelja.
- Duljina bez rukohvata

Za muškarce:
- uzrast 12-15 godina - duljina do 114 cm, masa min. 425 g
- uzrast 15-18 godina - duljina do 117 cm, masa min. 470 g
- odrasli - duljina do 120 cm, masa min. 500 g

Za žene:
- uzrast 12-15 godina - duljina do 114 cm, masa min. 400 g
- uzrast 15-18 godina - duljina do 117 cm, masa min. 410 g
- odrasli - duljina do 120 cm, masa min. 420 g

## Vanjske poveznice
- Kendo America - Shinai